# Pet Shop Boys/Diskografie
Diese Diskografie ist eine Übersicht über die musikalischen Werke des britischen Pop-Duos Pet Shop Boys. Den Schallplattenauszeichnungen zufolge verkaufte es bisher mehr als 16,4 Millionen Tonträger, davon alleine in Deutschland über 3,4 Millionen.

## Alben

### Studioalben
| Jahr | Titel         | Höchstplatzierung, Gesamtwochen/‑monate, AuszeichnungChartplatzierungen (Jahr, Titel, Platzierungen, Wochen/Monate, Auszeichnungen, Anmerkungen) | Höchstplatzierung, Gesamtwochen/‑monate, AuszeichnungChartplatzierungen (Jahr, Titel, Platzierungen, Wochen/Monate, Auszeichnungen, Anmerkungen) | Höchstplatzierung, Gesamtwochen/‑monate, AuszeichnungChartplatzierungen (Jahr, Titel, Platzierungen, Wochen/Monate, Auszeichnungen, Anmerkungen) | Höchstplatzierung, Gesamtwochen/‑monate, AuszeichnungChartplatzierungen (Jahr, Titel, Platzierungen, Wochen/Monate, Auszeichnungen, Anmerkungen) | Höchstplatzierung, Gesamtwochen/‑monate, AuszeichnungChartplatzierungen (Jahr, Titel, Platzierungen, Wochen/Monate, Auszeichnungen, Anmerkungen) | Anmerkungen                              |
| Jahr | Titel         | DE | AT | CH | UK | US | Anmerkungen                              |
| ---- | ------------- | --- | --- | --- | --- | --- | ---------------------------------------- |
| 1986 | Please        | DE38 (7 Wo.)DE | — | CH20 (4 Wo.)CH | UK3 Platin · (83 Wo.)UK | US7 Platin · (31 Wo.)US | Erstveröffentlichung: 24. März 1986      |
| 1987 | Actually      | DE2 Platin · (54 Wo.)DE | AT5 Gold · (7½ Mt.)AT | CH3 Platin · (31 Wo.)CH | UK2 ×3Dreifachplatin · (61 Wo.)UK | US25 Gold · (45 Wo.)US | Erstveröffentlichung: 7. September 1987  |
| 1988 | Introspective | DE3 Gold · (24 Wo.)DE | AT8 (1½ Mt.)AT | CH2 Gold · (15 Wo.)CH | UK2 ×2Doppelplatin · (40 Wo.)UK | US34 Gold · (22 Wo.)US | Erstveröffentlichung: 10. Oktober 1988   |
| 1990 | Behaviour     | DE4 Gold · (40 Wo.)DE | AT22 (6 Wo.)AT | CH12 Gold · (14 Wo.)CH | UK2 Platin · (15 Wo.)UK | US45 (25 Wo.)US | Erstveröffentlichung: 22. Oktober 1990   |
| 1993 | Very          | DE1 Platin · (35 Wo.)DE | AT6 Gold · (17 Wo.)AT | CH1 Platin · (31 Wo.)CH | UK1 Platin · (27 Wo.)UK | US20 Gold · (17 Wo.)US | Erstveröffentlichung: 27. September 1993 |
| 1996 | Bilingual     | DE7 (15 Wo.)DE | AT15 (10 Wo.)AT | CH11 (9 Wo.)CH | UK4 Gold · (12 Wo.)UK | US39 (6 Wo.)US | Erstveröffentlichung: 2. September 1996  |
| 1999 | Nightlife     | DE2 Gold · (10 Wo.)DE | AT16 (4 Wo.)AT | CH9 (5 Wo.)CH | UK7 Gold · (4 Wo.)UK | US84 (3 Wo.)US | Erstveröffentlichung: 8. Oktober 1999    |
| 2002 | Release       | DE3 (14 Wo.)DE | AT15 (5 Wo.)AT | CH13 (7 Wo.)CH | UK7 Silber · (5 Wo.)UK | US73 (2 Wo.)US | Erstveröffentlichung: 2. April 2002      |
| 2006 | Fundamental   | DE4 (9 Wo.)DE | AT23 (2 Wo.)AT | CH7 (6 Wo.)CH | UK5 Silber · (5 Wo.)UK | US150 (1 Wo.)US | Erstveröffentlichung: 19. Mai 2006       |
| 2009 | Yes           | DE3 Gold · (19 Wo.)DE | AT5 (9 Wo.)AT | CH7 (13 Wo.)CH | UK4 Silber · (6 Wo.)UK | US32 (2 Wo.)US | Erstveröffentlichung: 20. März 2009      |
| 2012 | Elysium       | DE7 (6 Wo.)DE | AT20 (1 Wo.)AT | CH13 (3 Wo.)CH | UK9 (4 Wo.)UK | US44 (2 Wo.)US | Erstveröffentlichung: 7. September 2012  |
| 2013 | Electric      | DE3 (5 Wo.)DE | AT13 (4 Wo.)AT | CH6 (5 Wo.)CH | UK3 (5 Wo.)UK | US26 (2 Wo.)US | Erstveröffentlichung: 15. Juli 2013      |
| 2016 | Super         | DE3 (4 Wo.)DE | AT8 (2 Wo.)AT | CH4 (3 Wo.)CH | UK3 (3 Wo.)UK | US58 (1 Wo.)US | Erstveröffentlichung: 1. April 2016      |
| 2020 | Hotspot       | DE3 (5 Wo.)DE | AT7 (2 Wo.)AT | CH6 (5 Wo.)CH | UK3 (3 Wo.)UK | US100 (1 Wo.)US | Erstveröffentlichung: 24. Januar 2020    |
| 2024 | Nonetheless   | DE3 (5 Wo.)DE | AT3 (2 Wo.)AT | CH2 (4 Wo.)CH | UK2 (3 Wo.)UK | — | Erstveröffentlichung: 26. April 2024     |

### Livealben
| Jahr | Titel                                               | Höchstplatzierung, Gesamtwochen, AuszeichnungChartplatzierungen (Jahr, Titel, Platzierungen, Wochen, Auszeichnungen, Anmerkungen) | Höchstplatzierung, Gesamtwochen, AuszeichnungChartplatzierungen (Jahr, Titel, Platzierungen, Wochen, Auszeichnungen, Anmerkungen) | Höchstplatzierung, Gesamtwochen, AuszeichnungChartplatzierungen (Jahr, Titel, Platzierungen, Wochen, Auszeichnungen, Anmerkungen) | Höchstplatzierung, Gesamtwochen, AuszeichnungChartplatzierungen (Jahr, Titel, Platzierungen, Wochen, Auszeichnungen, Anmerkungen) | Höchstplatzierung, Gesamtwochen, AuszeichnungChartplatzierungen (Jahr, Titel, Platzierungen, Wochen, Auszeichnungen, Anmerkungen) | Anmerkungen                            |
| Jahr | Titel                                               | DE | AT | CH | UK | US | Anmerkungen                            |
| ---- | --------------------------------------------------- | --- | --- | --- | --- | --- | -------------------------------------- |
| 2006 | Concrete                                            | DE76 (1 Wo.)DE | — | — | UK61 (1 Wo.)UK | — | Erstveröffentlichung: 23. Oktober 2006 |
| 2010 | Pandemonium – Live at the O2 Arena                  | DE22 (4 Wo.)DE | AT75 (1 Wo.)AT | CH87 (1 Wo.)CH | UK29 (2 Wo.)UK | — | Erstveröffentlichung: 15. Februar 2010 |
| 2019 | Inner Sanctum (Live at the Royal Opera House, 2018) | DE11 (4 Wo.)DE | — | CH84 (1 Wo.)CH | — | — | Erstveröffentlichung: 12. April 2019   |
| 2021 | Discovery – Live in Rio 1994                        | DE42 (1 Wo.)DE | — | — | UK31 (1 Wo.)UK | — | Erstveröffentlichung: 30. April 2021   |

### Kompilationen
| Jahr | Titel                                        | Höchstplatzierung, Gesamtwochen, AuszeichnungChartplatzierungen (Jahr, Titel, Platzierungen, Wochen, Auszeichnungen, Anmerkungen) | Höchstplatzierung, Gesamtwochen, AuszeichnungChartplatzierungen (Jahr, Titel, Platzierungen, Wochen, Auszeichnungen, Anmerkungen) | Höchstplatzierung, Gesamtwochen, AuszeichnungChartplatzierungen (Jahr, Titel, Platzierungen, Wochen, Auszeichnungen, Anmerkungen) | Höchstplatzierung, Gesamtwochen, AuszeichnungChartplatzierungen (Jahr, Titel, Platzierungen, Wochen, Auszeichnungen, Anmerkungen) | Höchstplatzierung, Gesamtwochen, AuszeichnungChartplatzierungen (Jahr, Titel, Platzierungen, Wochen, Auszeichnungen, Anmerkungen) | Anmerkungen                                                        |
| Jahr | Titel                                        | DE | AT | CH | UK | US | Anmerkungen                                                        |
| ---- | -------------------------------------------- | --- | --- | --- | --- | --- | ------------------------------------------------------------------ |
| 1991 | Discography: The Complete Singles Collection | DE8 Gold · (22 Wo.)DE | AT33 (3 Wo.)AT | CH27 (5 Wo.)CH | UK3 ×2Doppelplatin · (45 Wo.)UK                                                                                                   | US111 Gold · (14 Wo.)US | Erstveröffentlichung: 4. November 1991                             |
| 1995 | Alternative                                  | DE28 (11 Wo.)DE | AT33 (3 Wo.)AT | CH19 (5 Wo.)CH | UK2 Silber · (5 Wo.)UK | US103 (2 Wo.)US | Erstveröffentlichung: 7. August 1995                               |
| 2003 | PopArt – The Hits                            | DE24 Gold · (8 Wo.)DE | — | CH99 (1 Wo.)CH | UK18 Platin · (18 Wo.)UK | — | Erstveröffentlichung: 24. November 2003 Höchstplatzierung: UK 2009 |
| 2010 | Ultimate                                     | DE35 (2 Wo.)DE | — | CH73 (3 Wo.)CH | UK27 Gold · (4 Wo.)UK | — | Erstveröffentlichung: 29. Oktober 2010                             |
| 2012 | Format                                       | DE31 (1 Wo.)DE | AT73 (1 Wo.)AT | CH52 (1 Wo.)CH | UK26 (1 Wo.)UK | — | Erstveröffentlichung: 6. Februar 2012                              |
| 2023 | Smash: The Singles 1985–2020                 | DE5 (3 Wo.)DE | AT48 (1 Wo.)AT | CH17 (1 Wo.)CH | UK4 Silber · (2 Wo.)UK | — | Erstveröffentlichung: 16. Juni 2023                                |

Weitere Kompilationen
- 2017: Fundamental / Further Listening 2005–2007
- 2017: Nightlife / Further Listening 1996–2000
- 2017: Release / Further Listening 2001–2004
- 2017: Yes / Further Listening 2008–2010
- 2017: Elysium / Further Listening 2011–2012

### Remixalben
| Jahr | Titel   | Höchstplatzierung, Gesamtwochen/‑monate, AuszeichnungChartplatzierungen (Jahr, Titel, Platzierungen, Wochen/Monate, Auszeichnungen, Anmerkungen) | Höchstplatzierung, Gesamtwochen/‑monate, AuszeichnungChartplatzierungen (Jahr, Titel, Platzierungen, Wochen/Monate, Auszeichnungen, Anmerkungen) | Höchstplatzierung, Gesamtwochen/‑monate, AuszeichnungChartplatzierungen (Jahr, Titel, Platzierungen, Wochen/Monate, Auszeichnungen, Anmerkungen) | Höchstplatzierung, Gesamtwochen/‑monate, AuszeichnungChartplatzierungen (Jahr, Titel, Platzierungen, Wochen/Monate, Auszeichnungen, Anmerkungen) | Höchstplatzierung, Gesamtwochen/‑monate, AuszeichnungChartplatzierungen (Jahr, Titel, Platzierungen, Wochen/Monate, Auszeichnungen, Anmerkungen) | Anmerkungen                             |
| Jahr | Titel   | DE | AT | CH | UK | US | Anmerkungen                             |
| ---- | ------- | --- | --- | --- | --- | --- | --------------------------------------- |
| 1986 | Disco   | DE10 Gold · (13 Wo.)DE | AT17 (2 Mt.)AT | CH18 (5 Wo.)CH | UK15 Platin · (72 Wo.)UK | US95 (12 Wo.)US | Erstveröffentlichung: 17. November 1986 |
| 1994 | Disco 2 | DE47 (5 Wo.)DE | AT35 (2 Wo.)AT | CH33 (1 Wo.)CH | UK6 (5 Wo.)UK | US75 (3 Wo.)US | Erstveröffentlichung: 8. September 1994 |
| 2003 | Disco 3 | DE33 (2 Wo.)DE | — | — | UK36 (1 Wo.)UK | US188 (1 Wo.)US | Erstveröffentlichung: 31. Januar 2003   |

Weitere Remixalben
- 2007: Disco 4

### Soundtracks
| Jahr | Titel                     | Höchstplatzierung, Gesamtwochen, AuszeichnungChartplatzierungen (Jahr, Titel, Platzierungen, Wochen, Auszeichnungen, Anmerkungen) | Höchstplatzierung, Gesamtwochen, AuszeichnungChartplatzierungen (Jahr, Titel, Platzierungen, Wochen, Auszeichnungen, Anmerkungen) | Höchstplatzierung, Gesamtwochen, AuszeichnungChartplatzierungen (Jahr, Titel, Platzierungen, Wochen, Auszeichnungen, Anmerkungen) | Höchstplatzierung, Gesamtwochen, AuszeichnungChartplatzierungen (Jahr, Titel, Platzierungen, Wochen, Auszeichnungen, Anmerkungen) | Höchstplatzierung, Gesamtwochen, AuszeichnungChartplatzierungen (Jahr, Titel, Platzierungen, Wochen, Auszeichnungen, Anmerkungen) | Anmerkungen                                                                                                |
| Jahr | Titel                     | DE | AT | CH | UK | US | Anmerkungen                                                                                                |
| ---- | ------------------------- | --- | --- | --- | --- | --- | --- |
| 2005 | Battleship Potemkin       | — | — | — | UK97 (1 Wo.)UK | — | Erstveröffentlichung: 5. September 2005 nachträglicher Soundtrack zum gleichnamigen Film aus dem Jahr 1925 |
| 2011 | The Most Incredible Thing | — | — | — | UK57 (1 Wo.)UK | — | Erstveröffentlichung: 14. März 2011 Soundtrack zum gleichnamigen Ballett                                   |

Neben den regulären Studio- und Best-of-Alben und der Disco-Reihe erschienen von den Pet Shop Boys weitere Alben, darunter die limitierte Version von Very, das 2 CDs umfassende Very Relentless (1993) und Closer to Heaven (2001).
In den USA und Japan erschien 1998 als Limited Edition die CD Essential, die diverse alternative Versionen, Mixe und Remixe sowie 7"-Versionen enthält.
2001 wurden die ersten sechs Studioalben der Pet Shop Boys in remasterter Form wiederveröffentlicht. Das reguläre Album enthält jeweils eine Bonus-CD, als Further Listening bezeichnet, mit bislang unveröffentlichtem Material, Remixen und B-Seiten.
- Please + Further Listening 1984–1986
- Actually + Further Listening 1987–1988
- Introspective + Further Listening 1988–1989
- Behaviour + Further Listening 1990–1991
- Very + Further Listening 1992–1994
- Bilingual + Further Listening 1995–1997

2005 erschien in der Reihe Back to Mine des britischen Labels DMC, für die ausgewählte Künstler einen Sampler mit ihren Lieblingssongs zusammenstellen, ein Doppelalbum mit Stücken nach dem individuellen Geschmack von Neil Tennant und Chris Lowe.

### EPs
| Jahr | Titel                   | Höchstplatzierung, Gesamtwochen, AuszeichnungChartplatzierungen (Jahr, Titel, Platzierungen, Wochen, Auszeichnungen, Anmerkungen) | Höchstplatzierung, Gesamtwochen, AuszeichnungChartplatzierungen (Jahr, Titel, Platzierungen, Wochen, Auszeichnungen, Anmerkungen) | Höchstplatzierung, Gesamtwochen, AuszeichnungChartplatzierungen (Jahr, Titel, Platzierungen, Wochen, Auszeichnungen, Anmerkungen) | Höchstplatzierung, Gesamtwochen, AuszeichnungChartplatzierungen (Jahr, Titel, Platzierungen, Wochen, Auszeichnungen, Anmerkungen) | Höchstplatzierung, Gesamtwochen, AuszeichnungChartplatzierungen (Jahr, Titel, Platzierungen, Wochen, Auszeichnungen, Anmerkungen) | Anmerkungen                             |
| Jahr | Titel                   | DE | AT | CH | UK | US | Anmerkungen                             |
| ---- | ----------------------- | --- | --- | --- | --- | --- | --------------------------------------- |
| 2009 | Pet Shop Boys Christmas | DE35 (3 Wo.)DE | — | — | UK40 (2 Wo.)UK | — | Erstveröffentlichung: 11. Dezember 2009 |
| 2023 | Relentless              | DE22 (1 Wo.)DE | — | — | UK25 (1 Wo.)UK | — | Erstveröffentlichung: 20. Oktober 2023  |

Weitere EPs
- 1989: In Depth
- 2019: Agenda
- 2023: Lost

## Singles

### Als Leadmusiker
| Jahr | Titel Album                                                      | Höchstplatzierung, Gesamtwochen/‑monate, AuszeichnungChartplatzierungen (Jahr, Titel, Album, Platzierungen, Wochen/Monate, Auszeichnungen, Anmerkungen) | Höchstplatzierung, Gesamtwochen/‑monate, AuszeichnungChartplatzierungen (Jahr, Titel, Album, Platzierungen, Wochen/Monate, Auszeichnungen, Anmerkungen) | Höchstplatzierung, Gesamtwochen/‑monate, AuszeichnungChartplatzierungen (Jahr, Titel, Album, Platzierungen, Wochen/Monate, Auszeichnungen, Anmerkungen) | Höchstplatzierung, Gesamtwochen/‑monate, AuszeichnungChartplatzierungen (Jahr, Titel, Album, Platzierungen, Wochen/Monate, Auszeichnungen, Anmerkungen) | Höchstplatzierung, Gesamtwochen/‑monate, AuszeichnungChartplatzierungen (Jahr, Titel, Album, Platzierungen, Wochen/Monate, Auszeichnungen, Anmerkungen) | Anmerkungen                                                              |
| Jahr | Titel Album                                                      | DE | AT | CH | UK | US | Anmerkungen                                                              |
| ---- | ---------------------------------------------------------------- | --- | --- | --- | --- | --- | ------------------------------------------------------------------------ |
| 1984 | West End Girls Please                                            | DE2 a (17 Wo.)DE | AT5 a (3 Mt.)AT | CH2 a (12 Wo.)CH | UK1 a Platin · (17 Wo.)UK | US1 a (20 Wo.)US | Erstveröffentlichung: 9. April 1984                                      |
| 1985 | Opportunities (Let’s Make Lots of Money) Please                  | DE25 b (10 Wo.)DE | — | — | UK11 b (8 Wo.)UK | US10 b (16 Wo.)US | Erstveröffentlichung: 1. Juli 1985                                       |
| 1986 | Love Comes Quickly Please                                        | DE17 (14 Wo.)DE | — | CH24 (2 Wo.)CH | UK19 (9 Wo.)UK | US62 (8 Wo.)US | Erstveröffentlichung: 24. Februar 1986                                   |
| 1986 | Suburbia Please                                                  | DE2 (16 Wo.)DE | AT9 (2½ Mt.)AT | CH3 (11 Wo.)CH | UK8 (9 Wo.)UK | US70 (10 Wo.)US | Erstveröffentlichung: 22. September 1986                                 |
| 1987 | It’s a Sin Actually                                              | DE1 (19 Wo.)DE | AT1 Gold · (4½ Mt.)AT | CH1 (15 Wo.)CH | UK1 Gold · (11 Wo.)UK | US9 (19 Wo.)US | Erstveröffentlichung: 15. Juni 1987                                      |
| 1987 | What Have I Done to Deserve This? Actually                       | DE4 (14 Wo.)DE | AT11 (2½ Mt.)AT | CH5 (9 Wo.)CH | UK2 Silber · (9 Wo.)UK | US2 (18 Wo.)US | Erstveröffentlichung: 10. August 1987 mit Dusty Springfield              |
| 1987 | Rent Actually                                                    | DE10 (14 Wo.)DE | AT27 (1 Mt.)AT | CH10 (7 Wo.)CH | UK8 (10 Wo.)UK | — | Erstveröffentlichung: 12. Oktober 1987                                   |
| 1987 | Always on My Mind Introspective                                  | DE1 Gold · (20 Wo.)DE | AT2 (4½ Mt.)AT | CH1 (18 Wo.)CH | UK1 Platin · (14 Wo.)UK | US4 (15 Wo.)US | Erstveröffentlichung: 30. November 1987 Weihnachts-Nummer-eins-Hit in UK |
| 1988 | Heart Actually                                                   | DE1 (17 Wo.)DE | AT3 (2½ Mt.)AT | CH1 (13 Wo.)CH | UK1 Silber · (10 Wo.)UK | — | Erstveröffentlichung: 17. März 1988                                      |
| 1988 | Domino Dancing Introspective                                     | DE3 (16 Wo.)DE | AT19 (1½ Mt.)AT | CH5 (14 Wo.)CH | UK7 (11 Wo.)UK | US18 (14 Wo.)US | Erstveröffentlichung: 12. September 1988                                 |
| 1988 | Left to My Own Devices Introspective                             | DE9 (13 Wo.)DE | — | CH12 (7 Wo.)CH | UK4 (8 Wo.)UK | US84 (3 Wo.)US | Erstveröffentlichung: 14. November 1988                                  |
| 1989 | It’s Alright Introspective                                       | DE3 (16 Wo.)DE | AT27 (½ Mt.)AT | CH15 (7 Wo.)CH | UK5 (8 Wo.)UK | — | Erstveröffentlichung: 26. Juni 1989                                      |
| 1990 | So Hard Behaviour                                                | DE3 (19 Wo.)DE | AT14 (10 Wo.)AT | CH2 (11 Wo.)CH | UK4 (6 Wo.)UK | US62 (8 Wo.)US | Erstveröffentlichung: 24. September 1990                                 |
| 1990 | Being Boring Behaviour                                           | DE13 (17 Wo.)DE | AT30 (1 Wo.)AT | CH16 (7 Wo.)CH | UK20 (8 Wo.)UK | — | Erstveröffentlichung: 12. November 1990                                  |
| 1991 | How Can You Expect to Be Taken Seriously? Behaviour              | — | — | — | — | US93 (3 Wo.)US | Erstveröffentlichung: 11. März 1991                                      |
| 1991 | Where the Streets Have No Name (I Can’t Take My Eyes Off You) –  | DE7 (17 Wo.)DE | AT5 (11 Wo.)AT | CH3 (13 Wo.)CH | UK4 (8 Wo.)UK | US72 (7 Wo.)US | Erstveröffentlichung: 11. März 1991                                      |
| 1991 | Jealousy Behaviour                                               | DE20 (14 Wo.)DE | — | CH14 (8 Wo.)CH | UK12 (5 Wo.)UK | — | Erstveröffentlichung: 28. Mai 1991                                       |
| 1991 | DJ Culture Discography: The Complete Singles Collection          | DE19 (11 Wo.)DE | — | CH21 (5 Wo.)CH | UK13 (5 Wo.)UK | — | Erstveröffentlichung: 14. Oktober 1991                                   |
| 1991 | Was It Worth It? Discography: The Complete Singles Collection    | DE19 (13 Wo.)DE | — | — | UK24 (4 Wo.)UK | — | Erstveröffentlichung: 8. Dezember 1991                                   |
| 1993 | Can You Forgive Her? Very                                        | DE17 (19 Wo.)DE | AT18 (5 Wo.)AT | CH19 (12 Wo.)CH | UK7 (7 Wo.)UK | — | Erstveröffentlichung: 31. Mai 1993                                       |
| 1993 | Go West Very                                                     | DE1 Platin · (25 Wo.)DE | AT2 Gold · (16 Wo.)AT | CH2 (29 Wo.)CH | UK2 Silber · (9 Wo.)UK | — | Erstveröffentlichung: 6. September 1993                                  |
| 1993 | I Wouldn’t Normally Do This Kind of Thing Very                   | DE37 (17 Wo.)DE | AT18 (4 Wo.)AT | CH26 (8 Wo.)CH | UK13 (8 Wo.)UK | — | Erstveröffentlichung: 29. November 1993                                  |
| 1994 | Liberation Very                                                  | DE51 (15 Wo.)DE | — | — | UK14 (5 Wo.)UK | — | Erstveröffentlichung: 5. April 1994                                      |
| 1994 | Absolutely Fabulous –                                            | — | — | — | UK6 (7 Wo.)UK | — | Erstveröffentlichung: 31. Mai 1994 mit Jennifer Saunders & Joanna Lumley |
| 1994 | Yesterday, When I Was Mad Very                                   | DE72 (6 Wo.)DE | — | — | UK13 (4 Wo.)UK | — | Erstveröffentlichung: 30. August 1994                                    |
| 1995 | Paninaro ’95 –                                                   | DE39 (10 Wo.)DE | — | — | UK15 (8 Wo.)UK | — | Erstveröffentlichung: 24. Juli 1995                                      |
| 1996 | Before Bilingual                                                 | DE45 (10 Wo.)DE | AT38 (1 Wo.)AT | CH31 (9 Wo.)CH | UK7 (8 Wo.)UK | — | Erstveröffentlichung: 22. April 1996                                     |
| 1996 | Se a vida é (That’s the Way Life Is) Bilingual                   | DE18 (20 Wo.)DE | AT14 (11 Wo.)AT | CH17 (16 Wo.)CH | UK8 (8 Wo.)UK | — | Erstveröffentlichung: 8. August 1996                                     |
| 1996 | Single-Bilingual Bilingual                                       | DE77 (9 Wo.)DE | — | — | UK14 (6 Wo.)UK | — | Erstveröffentlichung: 11. November 1996                                  |
| 1997 | A Red Letter Day Bilingual                                       | DE55 (9 Wo.)DE | — | — | UK9 (4 Wo.)UK | — | Erstveröffentlichung: 17. März 1997                                      |
| 1997 | Somewhere Bilingual (Special Edition)                            | DE70 (4 Wo.)DE | — | — | UK9 (5 Wo.)UK | — | Erstveröffentlichung: 23. Juni 1997                                      |
| 1998 | No Regrets I’ve Been Expecting You                               | DE60 (9 Wo.)DE | AT34 (1 Wo.)AT | — | UK4 Silber · (19 Wo.)UK | — | Erstveröffentlichung: 30. November 1998 mit Robbie Williams              |
| 1999 | I Don’t Know What You Want But I Can’t Give It Anymore Nightlife | DE23 (9 Wo.)DE | AT37 (3 Wo.)AT | CH28 (7 Wo.)CH | UK15 (5 Wo.)UK | — | Erstveröffentlichung: 19. Juli 1999                                      |
| 1999 | New York City Boy Nightlife                                      | DE16 (13 Wo.)DE | AT40 (2 Wo.)AT | CH20 (17 Wo.)CH | UK14 (7 Wo.)UK | — | Erstveröffentlichung: 14. September 1999                                 |
| 2000 | You Only Tell Me You Love Me When You’re Drunk Nightlife         | DE29 (9 Wo.)DE | — | CH74 (1 Wo.)CH | UK8 (4 Wo.)UK | — | Erstveröffentlichung: 3. Januar 2000                                     |
| 2002 | Home and Dry Release                                             | DE12 (8 Wo.)DE | AT47 (5 Wo.)AT | CH37 (8 Wo.)CH | UK14 (8 Wo.)UK | — | Erstveröffentlichung: 18. März 2002                                      |
| 2002 | I Get Along Release                                              | DE31 (3 Wo.)DE | — | — | UK18 (3 Wo.)UK | — | Erstveröffentlichung: 25. Juni 2002                                      |
| 2002 | London Release                                                   | DE39 (4 Wo.)DE | — | — | — | — | Erstveröffentlichung: 14. Oktober 2002                                   |
| 2003 | Miracles PopArt – The Hits                                       | DE20 (8 Wo.)DE | — | CH97 (1 Wo.)CH | UK10 (4 Wo.)UK | — | Erstveröffentlichung: 17. November 2003                                  |
| 2004 | Flamboyant PopArt – The Hits                                     | DE43 (8 Wo.)DE | — | — | UK12 (4 Wo.)UK | — | Erstveröffentlichung: 29. März 2004                                      |
| 2006 | I’m with Stupid Fundamental                                      | DE29 (9 Wo.)DE | — | CH38 (5 Wo.)CH | UK8 (4 Wo.)UK | — | Erstveröffentlichung: 5. Mai 2006                                        |
| 2006 | Minimal Fundamental                                              | DE63 (3 Wo.)DE | — | — | UK19 (3 Wo.)UK | — | Erstveröffentlichung: 24. Juli 2006                                      |
| 2006 | Numb Fundamental                                                 | DE72 (1 Wo.)DE | — | — | UK23 (3 Wo.)UK | — | Erstveröffentlichung: 16. Oktober 2006                                   |
| 2007 | She’s Madonna Rudebox                                            | DE4 Gold · (18 Wo.)DE | AT14 (18 Wo.)AT | CH8 (26 Wo.)CH | UK16 (3 Wo.)UK | — | Erstveröffentlichung: 23. Februar 2007 mit Robbie Williams               |
| 2009 | Love etc. Yes                                                    | DE12 (16 Wo.)DE | AT21 (11 Wo.)AT | CH19 (15 Wo.)CH | UK14 (4 Wo.)UK | — | Erstveröffentlichung: 13. März 2009                                      |
| 2009 | Did You See Me Coming? Yes                                       | DE49 (5 Wo.)DE | — | — | UK21 (2 Wo.)UK | — | Erstveröffentlichung: 1. Juni 2009                                       |
| 2009 | Beautiful People Yes                                             | DE65 (1 Wo.)DE | — | — | — | — | Erstveröffentlichung: 2. Oktober 2009                                    |
| 2010 | Together Ultimate                                                | DE60 (2 Wo.)DE | — | — | UK58 (1 Wo.)UK | — | Erstveröffentlichung: 26. November 2010                                  |
| 2012 | Winner Elysium                                                   | DE60 (2 Wo.)DE | — | — | UK86 (1 Wo.)UK | — | Erstveröffentlichung: 3. August 2012                                     |
| 2012 | Leaving Elysium                                                  | DE35 (1 Wo.)DE | — | — | UK44 (1 Wo.)UK | — | Erstveröffentlichung: 12. Oktober 2012                                   |
| 2012 | Memory of the Future Elysium                                     | DE68 (1 Wo.)DE | — | — | — | — | Erstveröffentlichung: 28. Dezember 2012                                  |
| 2013 | Love Is a Bourgeois Construct Electric                           | — | — | — | UK61 (1 Wo.)UK | — | Erstveröffentlichung: 4. November 2013 feat. Example                     |

Weitere Singles
- 1984: One More Chance
- 1986: Paninaro (nur in Italien als Single veröffentlicht)
- 2010: Love Life (limitierte Single zum Record Store Day)
- 2013: Axis
- 2013: Vocal
- 2016: The Pop Kids
- 2016: Twenty-Something
- 2016: Inner Sanctum
- 2016: Say It to Me
- 2017: Undertow
- 2019: Dreamland (feat. Years & Years)
- 2019: Burning the Heather
- 2020: Monkey Business
- 2020: I Don’t Wanna
- 2021: Cricket Wife
- 2024: Loneliness
- 2024: Dancing Star
- 2024: A new bohemia
- 2024: Feel
- 2024: New London Boy / All The Young Dudes
- 2025: Hymn (In Memoriam Alexei Navalny)

### Als Gastmusiker
- 1996: Hallo Spaceboy (Remix) (David Bowie feat. Pet Shop Boys)
- 2001: Break 4 Love (mit Peter Rauhofer als The Collaboration)
- 2008: I’m in Love with a German Film Star (Sam Taylor-Wood feat. Pet Shop Boys)
- 2022: Purple Zone (Soft Cell feat. Pet Shop Boys)

## Videoalben und Musikvideos

### Videoalben
| Jahr | Titel                                               | Höchstplatzierung, Gesamtwochen, AuszeichnungChartplatzierungen (Jahr, Titel, Platzierungen, Wochen, Auszeichnungen, Anmerkungen) | Höchstplatzierung, Gesamtwochen, AuszeichnungChartplatzierungen (Jahr, Titel, Platzierungen, Wochen, Auszeichnungen, Anmerkungen) | Höchstplatzierung, Gesamtwochen, AuszeichnungChartplatzierungen (Jahr, Titel, Platzierungen, Wochen, Auszeichnungen, Anmerkungen) | Höchstplatzierung, Gesamtwochen, AuszeichnungChartplatzierungen (Jahr, Titel, Platzierungen, Wochen, Auszeichnungen, Anmerkungen) | Höchstplatzierung, Gesamtwochen, AuszeichnungChartplatzierungen (Jahr, Titel, Platzierungen, Wochen, Auszeichnungen, Anmerkungen) | Anmerkungen |
| Jahr | Titel                                               | DE | AT | CH | UK | US | Anmerkungen |
| ---- | --------------------------------------------------- | --- | --- | --- | --- | --- | ----------- |
| 2019 | Inner Sanctum (Live at the Royal Opera House, 2018) | — | — | CH2 (8 Wo.)CH | UK1 (32 Wo.)UK | — |             |

Weitere Videoalben
| Jahr | Titel                   | Anmerkungen                              |
| ---- | ----------------------- | ---------------------------------------- |
| 1986 | Television              | Video-Kompilation, VHS/LD                |
| 1988 | It Couldn’t Happen Here | Film, VHS/LD                             |
| 1988 | Showbusiness            | Video-Kompilation, VHS                   |
| 1990 | Highlights              | Live-Konzert, VHS/LD                     |
| 1991 | Promotion               | Video-Kompilation, VHS/LD                |
| 1991 | Videography             | Video-Kompilation, VHS/LD/MD/DVD         |
| 1992 | Performance             | Live-Konzert, VHS/LD/DVD                 |
| 1993 | Projections             | Video-Kompilation, VHS                   |
| 1995 | Various                 | Video-Kompilation, VHS/LD                |
| 1995 | Discovery               | Live-Konzert, VHS/LD/DVD+CD              |
| 1997 | Somewhere               | Live-Konzert/Dokumentarfilm, VHS/VCD/DVD |
| 2001 | Montage                 | Live-Konzert, VHS/VCD/DVD                |
| 2003 | PopArt – The Videos     | Video-Kompilation, DVD (UK: Gold)        |
| 2006 | A Life in Pop           | Dokumentarfilm, DVD                      |
| 2007 | Cubism                  | Live-Konzert, DVD                        |
| 2010 | Pandemonium             | Live-Konzert, CD+DVD                     |
| 2010 | Ultimate                | Live-Konzert und BBC Auftritte, CD+DVD   |

### Musikvideos
| Jahr | Titel                                                                  |
| ---- | ---------------------------------------------------------------------- |
| 1984 | West End Girls (1st release)                                           |
| 1984 | One More Chance                                                        |
| 1985 | Opportunities (Let’s Make Lots of Money) (1st release)                 |
| 1985 | West End Girls (2nd release)                                           |
| 1986 | Love Comes Quickly                                                     |
| 1986 | Opportunities (Let’s Make Lots of Money) (2nd release)                 |
| 1986 | Suburbia                                                               |
| 1987 | It’s a Sin                                                             |
| 1987 | What Have I Done to Deserve This?                                      |
| 1987 | Rent                                                                   |
| 1987 | Always on My Mind                                                      |
| 1988 | Heart                                                                  |
| 1988 | Domino Dancing                                                         |
| 1988 | Left to My Own Devices                                                 |
| 1989 | It’s Alright                                                           |
| 1990 | So Hard                                                                |
| 1990 | Being Boring                                                           |
| 1991 | How Can You Expect to Be Taken Seriously?                              |
| 1991 | Where the Streets Have No Name (I Can’t Take My Eyes off You)          |
| 1991 | Jealousy                                                               |
| 1991 | DJ Culture                                                             |
| 1991 | Was It Worth It?                                                       |
| 1993 | Can You Forgive Her?                                                   |
| 1993 | Go West                                                                |
| 1993 | I Wouldn’t Normally Do This Kind of Thing                              |
| 1994 | Liberation                                                             |
| 1994 | Absolutely Fabulous                                                    |
| 1994 | Yesterday, When I Was Mad                                              |
| 1995 | Paninaro ’95                                                           |
| 1996 | Before                                                                 |
| 1996 | Se A Vida É (That’s the Way Life Is)                                   |
| 1996 | Single-Bilingual                                                       |
| 1997 | A Red Letter Day                                                       |
| 1997 | Somewhere                                                              |
| 1999 | I Don’t Know What You Want But I Can’t Give It Anymore                 |
| 1999 | New York City Boy                                                      |
| 2000 | You Only Tell Me You Love Me When You’re Drunk                         |
| 2002 | Home and Dry                                                           |
| 2002 | I Get Along                                                            |
| 2002 | London                                                                 |
| 2003 | Miracles                                                               |
| 2004 | Flamboyant                                                             |
| 2006 | I’m with Stupid                                                        |
| 2006 | Minimal                                                                |
| 2006 | Numb                                                                   |
| 2007 | She’s Madonna                                                          |
| 2007 | Integral                                                               |
| 2009 | Love Etc.                                                              |
| 2009 | Did You See Me Coming?                                                 |
| 2009 | Beautiful People                                                       |
| 2009 | All Over the World / It Doesn’t Often Snow at Christmas (Christmas EP) |
| 2010 | Love Life                                                              |
| 2010 | Together                                                               |
| 2012 | Winner                                                                 |

## Produktionen
Die Pet Shop Boys produzierten zahlreiche bekannte und auch weniger bekannte Künstler. Außerdem wirkten sie auch getrennt an anderen Projekten mit, aufgeführt sind die wichtigsten.
| - 1988: Eighth Wonder I’m Not Scared (Komposition, Text und Produktion) - 1989: Dusty Springfield Nothing Has Been Proved und In Private (Komposition, Text und Produktion) - 1989: Liza Minnelli Losing My Mind und Album Results (Produktion, teilweise Komposition und Text) - 1989: Electronic Getting Away With It und The Patience of a Saint (mit Neil Tennant, Gesang) - 1990: Dusty Springfield Reputation (Album, 5 Songs) - 1992: Cicero Love Is Everywhere (Album Future Boy, einige Songs) - 1992: Electronic Disappointed (mit Neil Tennant Gesang, Text und Produktion) - 1992: Boy George The Crying Game (Produktion) - 1993: Ian Wright The Right Thing (Produktion Chris Lowe) - 1994: Blur Girls & Boys (Remix) - 1994: Kylie Minogue Falling (Text) - 1996: Tina Turner Confidential (Komposition, Text und Produktion) - 1996: David Bowie Hallo Spaceboy (Duett mit Neil Tennant und Produktion) - 1998: Robbie Williams No Regrets - 2000: Fat Les Jerusalem (Remix) - 2000: Bloodhound Gang Mope (Remix) - 2001: The Collaboration Break 4 Love (mit Neil Tennant, Gesang) - 2001: Closer to Heaven (Musical-Produktion) - 2002: Miu (Miyuki Motegi) All or Nothing (Produktion) | - 2003: Yoko Ono Walking on Thin Ice (Remix) - 2003: Kiki Kokova Love to Love You Baby (Projekt mit Sam Taylor-Wood) - 2003: Atomizer Hooked on Radiation (Remix) - 2004: Pete Burns Jack and Jill Party (Produktion) - 2004: Rammstein Mein Teil (Remix) - 2005: Battleship Potemkin (Produktion mit den Dresdner Sinfonikern; Komponist Sven Helbig) - 2005: Superchumbo Tranquilizer (Gesang Neil Tennant) - 2006: Madonna Sorry (Remix) - 2006: DJ Fresh Throw (Gesang Neil Tennant) - 2006: Robbie Williams She's Madonna (Produktion) - 2006: The Killers Read My Mind (Remix) - 2007: Rufus Wainwright Album Release the Stars (Ausführender Produzent Neil Tennant) - 2008: Sam Taylor-Wood I'm in Love with a German Film Star (Produktion) - 2008: Girls Aloud The Loving Kind (Produktion) - 2009: Lady Gaga Eh Eh (Nothing Else I Can Say) (Remix) - 2009: Dame Shirley Bassey The Performance of My Life - 2011: The Most Incredible Thing (Ballet-Adaption des gleichnamigen Märchens von Hans-Christian Andersen durch Matthew Dunster unter der Choreographie von Javier de Frutos; Komponist Sven Helbing) - 2016: Jean-Michel Jarre (Brick England) (Gesang) erschien auf der Platte Electronica 2: The Heart Of Noise |

## Promoveröffentlichungen
| Jahr | Titel Album          | Anmerkungen                |
| ---- | -------------------- | -------------------------- |
| 2007 | Integral Fundamental | Erstveröffentlichung: 2007 |
| 2014 | Fluorescent Electric | Erstveröffentlichung: 2014 |

## Statistik

### Chartauswertung
|                     | DE     | AT     | CH     | UK     | US     |
| ------------------- | ------ | ------ | ------ | ------ | ------ |
| Nummer-eins-Alben   | DE1DE  | AT—AT  | CH1CH  | UK1UK  | US—US  |
| Top-10-Alben        | DE17DE | AT7AT  | CH10CH | UK19UK | US1US  |
| Alben in den Charts | DE29DE | AT21AT | CH25CH | UK30UK | US19US |

|                       | DE     | AT     | CH     | UK     | US     |
| --------------------- | ------ | ------ | ------ | ------ | ------ |
| Nummer-eins-Singles   | DE4DE  | AT1AT  | CH3CH  | UK4UK  | US1US  |
| Top-10-Singles        | DE14DE | AT7AT  | CH12CH | UK22UK | US5US  |
| Singles in den Charts | DE49DE | AT22AT | CH29CH | UK48UK | US12US |

|                          | DE    | AT    | CH    | UK    | US    |
| ------------------------ | ----- | ----- | ----- | ----- | ----- |
| Nummer-eins-Videoalben   | DE—DE | AT—AT | CH—CH | UK1UK | US—US |
| Top-10-Videoalben        | DE—DE | AT—AT | CH1CH | UK1UK | US—US |
| Videoalben in den Charts | DE—DE | AT—AT | CH1CH | UK1UK | US—US |

### Auszeichnungen für Musikverkäufe
| Goldene Schallplatte - Argentinien - 1991: für das Album Discography: The Complete Singles Collection - Australien - 1993: für das Album Very Relentless - 1994: für die Single Go West - Dänemark - 2007: für die Single She’s Madonna - Finnland - 1991: für das Album Discography: The Complete Singles Collection - 1991: für das Album Behaviour - Frankreich - 1994: für das Album Very - 1994: für das Album Discography: The Complete Singles Collection - Hongkong - 1988: für das Album Please - Japan - 1993: für das Album Very - 1997: für das Album Bilingual - 1999: für das Album Nightlife - Kanada - 1986: für die Single West End Girls - 1988: für die Single Always on My Mind - 1991: für das Album Behaviour - Neuseeland - 1986: für die Single West End Girls - 1992: für das Album Discography: The Complete Singles Collection - 1994: für die Single Absolutely Fabulous - Portugal - 1987: für die Single It’s a Sin - Schweden - 1987: für die Single What Have I Done to Deserve This? - 1988: für das Album Introspective - 1991: für das Album Behaviour - 1992: für das Album Discography: The Complete Singles Collection - 1993: für das Album Very - Spanien - 1987: für die Single It’s a Sin - 1991: für das Album Discography: The Complete Singles Collection - 1991: für das Album Behaviour - 1999: für das Album Nightlife | Platin-Schallplatte - Argentinien - 2003: für das Videoalbum PopArt – The Videos - Australien - 1994: für das Album Very - Brasilien - 1997: für das Album Discography: The Complete Singles Collection - Europa - 1992: für das Album Discography: The Complete Singles Collection - Finnland - 1987: für das Album Actually - Hongkong - 1988: für das Album Actually - Kanada - 1986: für das Album Please - 1988: für das Album Actually - 1994: für das Album Very - 1999: für das Album Introspective - Neuseeland - 1988: für das Album Actually - Schweden - 1987: für die Single It’s a Sin - Spanien - 1987: für das Album Actually - 1988: für das Album Introspective - 1997: für das Album Bilingual - 2024: für die Single Always on My Mind 2× Platin-Schallplatte - Australien - 1994: für das Album Discography: The Complete Singles Collection - Neuseeland - 1987: für das Album Please 3× Platin-Schallplatte - Kanada - 2002: für das Album Discography: The Complete Singles Collection 4× Platin-Schallplatte - Spanien - 1993: für das Album Very |

Anmerkung: Auszeichnungen in Ländern aus den Charttabellen bzw. Chartboxen sind in ebendiesen zu finden.
| Land/RegionAuszeichnungen für Musikverkäufe (Land/Region, Auszeichnungen, Verkäufe, Quellen) | Silber     | Gold       | Platin       | Verkäufe    | Quellen |
| -------------------------------------------------------------------------------------------- | ---------- | ---------- | ------------ | ----------- | --- |
| Argentinien (CAPIF)                                                                          | —          | Gold1      | Platin1      | 38.000      | capif.org.ar (Memento vom 31. Mai 2011 im Internet Archive) AR2 (Memento vom 6. Juli 2011 im Internet Archive) |
| Australien (ARIA)                                                                            | —          | 2× Gold2   | 3× Platin3   | 280.000     | aria.com.au |
| Brasilien (PMB)                                                                              | —          | —          | Platin1      | 250.000     | pro-musicabr.org.br                                                                                            |
| Dänemark (IFPI)                                                                              | —          | Gold1      | —            | 7.500       | hitlisten.nu                                                                                                   |
| Deutschland (BVMI)                                                                           | —          | 9× Gold9   | 3× Platin3   | 3.350.000   | musikindustrie.de                                                                                              |
| Europa (IFPI)                                                                                | —          | —          | Platin1      | (1.000.000) | Einzelnachweise                                                                                                |
| Finnland (IFPI)                                                                              | —          | 2× Gold2   | Platin1      | 228.533     | ifpi.fi |
| Frankreich (SNEP)                                                                            | —          | 2× Gold2   | —            | 200.000     | snepmusique.com                                                                                                |
| Hongkong (IFPI/HKRIA)                                                                        | —          | Gold1      | Platin1      | 30.000      | ifpihk.org |
| Japan (RIAJ)                                                                                 | —          | 3× Gold3   | —            | 300.000     | riaj.or.jp |
| Kanada (MC)                                                                                  | —          | 3× Gold3   | 7× Platin7   | 850.000     | musiccanada.com                                                                                                |
| Neuseeland (RMNZ)                                                                            | —          | 3× Gold3   | 3× Platin3   | 82.500      | aotearoamusiccharts.co.nz                                                                                      |
| Österreich (IFPI)                                                                            | —          | 4× Gold4   | —            | 100.000     | ifpi.at |
| Portugal (AFP)                                                                               | —          | Gold1      | —            | 30.000      | worldradiohistory.com                                                                                          |
| Schweden (IFPI)                                                                              | —          | 5× Gold5   | Platin1      | 275.000     | sverigetopplistan.se                                                                                           |
| Schweiz (IFPI)                                                                               | —          | 2× Gold2   | 2× Platin2   | 150.000     | hitparade.ch                                                                                                   |
| Spanien (Promusicae)                                                                         | —          | 4× Gold4   | 8× Platin8   | 935.000     | elportaldemusica.es ES2 ES3                                                                                    |
| Vereinigte Staaten (RIAA)                                                                    | —          | 4× Gold4   | Platin1      | 3.000.000   | riaa.com |
| Vereinigtes Königreich (BPI)                                                                 | 8× Silber8 | 5× Gold5   | 14× Platin14 | 6.325.000   | bpi.co.uk |
| Insgesamt                                                                                    | 8× Silber8 | 52× Gold52 | 47× Platin47 |             | |